# 海事債権についての責任の制限に関する条約
1976年の海事債権についての責任の制限に関する条約（1976ねんのかいじさいけんについてのせきにんのせいげんにかんするじょうやく、Convention on Limitation of Liability for Maritime Claims, 1976、LLMC）は、1976年にロンドンで締結された国際海事機関(IMO)の条約である。通称、海事債権責任制限条約、船主責任制限条約。

## 概要
1986年に発効し、1957年にブリュッセルで締結された同名の条約を置き換えた。
65か国がこの条約に批准したが、2016年10月現在で加盟国は54か国にとどまっている。2017年10月にはニュージーランドがこの条約から脱退した。